# Gauresthes rufipes
Gauresthes rufipes är en skalbaggsart som beskrevs av Bates 1889. Gauresthes rufipes ingår i släktet Gauresthes och familjen långhorningar. Inga underarter finns listade i Catalogue of Life.